# 勒沃鲁
勒沃鲁（法語：Le Vauroux，法語發音：[lə voʁu]）是法国瓦兹省的一个市镇，位于该省西部，属于博韦区。

## 地理
勒沃鲁（49°22'45"N, 1°55'26"E）面积9.74 平方千米，位于法国上法蘭西大區瓦兹省，该省份为法国北部内陆省份，北起索姆省，西接厄尔省和滨海塞纳省，南至塞纳-马恩省和瓦兹河谷省，东临埃纳省。
与勒沃鲁接壤的市镇（或旧市镇、城区）包括：拉乌苏瓦、拉博斯、拉朗代勒、布赖地区翁、维莱圣巴泰勒米、欧讷伊。

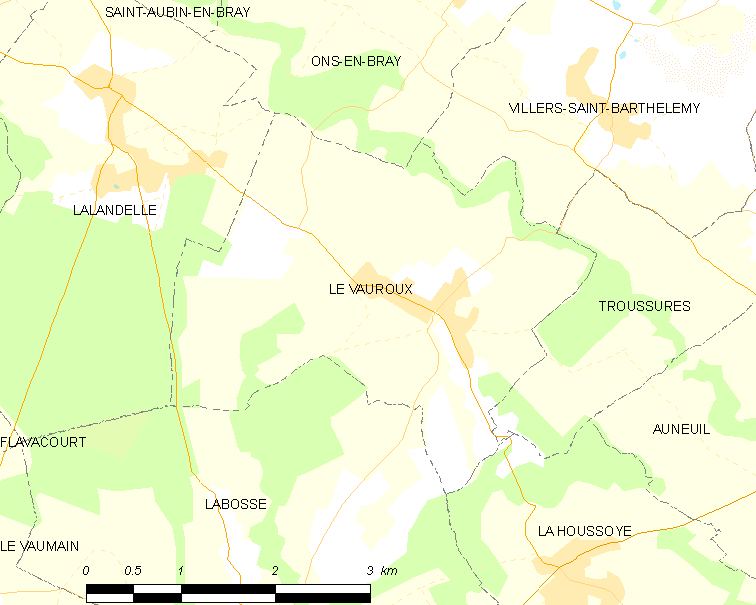
勒沃鲁的OSM定位图

勒沃鲁的时区为UTC+01:00、UTC+02:00（夏令时）。

## 行政
勒沃鲁的邮政编码为60390，INSEE市镇编码为60662。

## 政治
勒沃鲁所属的省级选区为博韦第二县。

## 人口

1962-2008年间勒沃鲁人口变化图示

勒沃鲁于2022年1月1日时的人口数量为500人。